# Arthur E. Popham
Arthur Ewart Hugh Popham (1889-1970) fue un historiador del arte inglés. Trabajó durante gran parte de su vida para el Museo Británico y es especialmente conocido por sus catálogos. Su mayor foco de interés fue el arte italiano.

## Biografía
Nació en Plymouth, Inglaterra. Su tío fue Ernest Radford y su tía fue la escritora Ada Wallas. Popham recibió su educación en Dulwich College y luego en el University College de Londres. Más tarde se matricularía en el King's College de Cambridge. Se graduó en 1911 y formó parte del círculo de Bloomsbury. En 1912 comenzó a trabajar en el Departamento de Grabados y Dibujos del Museo Británico. Ese mismo año contrajo matrimonio con Brynhild Olivier (1886 – 1935). En 1926 se casó por segunda vez con Rosalind Baynes (1891-1973). 
En 1914, poco después de estallar la Primera Guerra Mundial, Popham se alistó en el Real Servicio Aéreo Naval. Recibió la croix de guerre francesa en reconocimiento a sus años de servicio.
Falleció en 1970 en Islington, al norte de Londres.